# Trichosteleum verrucosum
Trichosteleum verrucosum är en bladmossart som beskrevs av Ferdinand François Gabriel Renauld och Jules Cardot 1905. Trichosteleum verrucosum ingår i släktet Trichosteleum och familjen Sematophyllaceae. Inga underarter finns listade i Catalogue of Life.